# Edges of the Lord – Verlorene Kinder des Krieges
Der Film Edges Of The Lord – Verlorene Kinder des Krieges ist ein im Jahre 1943 spielendes Kriegsdrama von Yurek Bogayevicz.

## Synopsis
1943 – Die Nazis haben Polen besetzt. Um ihn vor den Nazis zu retten, schickt ein jüdisches intellektuelles Ehepaar ihren 11-jährigen Sohn Romek zu einer Bauernfamilie, in die er von Gniecio als entfernter Cousin eingeführt wird. Der im Dorf ansässige Priester nimmt sich des sensiblen Jungen an und lehrt ihn den katholischen Glauben, um ihn vor den Nazis zu schützen. Anfangs stößt Romek in Gniecios Familie jedoch auf Hass und Schikane durch den gleichaltrigen Władek.

## Handlung
In einem Kartoffelsack schmuggelt Gnieco Romek von Krakau in sein Heimatdorf nach Ostpolen. Kaum angekommen, erfährt Romek den Hass Władeks ihm gegenüber. Der Familie fällt es schwer, ihn aufzunehmen. Tolo, Gniecios jüngster Sohn, freundet sich jedoch schnell mit Romek an.

Immer wieder müssen die Kinder die Tyrannei der Nazis erleben. So beobachten sie zum Beispiel wie die Deutschen den Priester, dessen Namen man während des Films nicht erfährt, zwingen, auf demütigende Art und Weise ein paar Schweine zu fangen, um das Leben zweier Personen zu retten, was ihm nicht gelingt. Władeks Hass auf Romek verstärkt sich noch zusätzlich, als seine Freundin Maria sich von ihm trennt, um mit Romek zusammen zu sein. Erst als Władeks Vater in der Stadt erschossen wird, können er und Romek aufeinander zugehen.
Der Priester gibt den Kindern ein Apostel-Spiel als „Übung“ für ihre Erstkommunion. Von dem Moment an bekommt Tolo wohl seine merkwürdigen Ideen. Er entdeckt Parallelen zu seinem Leben und dem Jesu und glaubt schließlich, er selbst sei Jesus. So lässt er sich an einen Baum hängen, im Glauben, sein verstorbener Vater würde dadurch zurückkehren. Auch trägt er einmal einen Dornenkranz.
Das Dorf liegt in der Nähe eines Gleises, das in Richtung Westen nach Auschwitz führt. Auf den Satz „Und du solltest schon längst auf diesen Zügen sein“ hin geht Romek zu dieser Bahnstrecke und erfährt, was mit den Juden geschieht. Am folgenden Tag sucht er deswegen den Priester auf und bekommt unfreiwillig mit, dass der Nachbar Kluba über seine wahre Abstammung Bescheid weiß und auch, dass Kluba der Mörder von Władeks Vater ist.

Nach einem Streit mit Robal – Klubas Sohn – folgen Władek und Romek ihm des Nachts in den Wald, um herauszufinden, was er jede Nacht treibt: Juden, die aus den Zügen geflüchtet sind, auszurauben. Durch eine Bemerkung von Romek bekommt Robal den Verdacht, dass Romek mehr weiß als er sollte. Darauf folgt eine kurze Prügelei und Robal vergewaltigt anschließend die in dem Moment wehrlose und halb bewusstlose Maria.
Nach der Beichte beim Priester folgen Władek und Romek erneut Robal, diesmal bewaffnet. Aus purer Rache für den Mord an seinem Vater und der Vergewaltigung an Maria erschießt Władek Robal schließlich. Der dadurch entstandene Lärm lockt die Deutschen an. Władek gelingt es zu fliehen, Romek aber reagiert einen Moment zu spät und wird von den Deutschen entdeckt. Der Nazi-Offizier missversteht die Situation komplett – er denkt, Romek würde die Juden ausrauben – und nimmt ihn mit zu der nächstgelegenen Stelle, an der die Juden in die Züge verladen werden. Dort soll er zum Vergnügen der Nazis die Juden auf Wertsachen durchsuchen. Władek, der gekommen ist, um Romek zu helfen, wird von einem deutschen Soldaten gefasst und von Romek befreit. Er habe ihm im Wald geholfen. Kurz darauf taucht Tolo in der Menschenmasse auf. Er leugnet bewusst jede Verwandtschaft oder Bekanntschaft mit den anderen beiden und wird in den Zug verladen, was für ihn den sicheren Tod bedeutet.
Der Film endet mit der Kommunion der noch verbliebenen Kinder und einem heimlichen Akt der Toleranz des Priesters gegenüber Romek: Als einziger erhält er keine geweihte Hostie auf die Zunge gelegt, sondern einen Hostienrest.

## Kritik
„Konzipiert als vielschichtige Erzählung über den Holocaust, scheitert der Film an der konventionellen Fotografie und schlichten Inszenierung. Trotz überzeugender Kinderdarsteller krankt das ambitionierte Nebeneinander von Initiationsgeschichte und religiösen Erörterungen, Kriegsdrama und psychologischen Erklärungsversuchen an mangelnder Stringenz.“

## Nominierungen und Auszeichnungen
Beim Polnischen Filmfestival Gdynia wurde Yurek Bogayevicz mit dem Preis für das Beste Drehbuch ausgezeichnet.
Beim Polnischen Filmpreis 2002 wurde der Film in sechs Kategorien nominiert, konnte aber keinen Sieg erringen:
- Bester Film
- Beste Regie – Yurek Bogayevicz
- Bestes Drehbuch – Yurek Bogayevicz
- Beste Nebendarstellerin – Olga Frycz
- Beste Kamera – Paweł Edelman
- Bestes Kostümdesign – Jagna Janicka

## Sonstiges
- Yurek Bogayevicz' Recherchen zur Ausarbeitung der Charaktere stützen sich auf Kindertagebücher und Erinnerungen von Überlebenden dieser Zeit
- Drehbeginn: 1. Mai 2000
- Produktionsdauer: 3 Jahre